# Österreichischer Fußball-Cup 1931/32
Der ÖFB-Cup wurde in der Saison 1931/32 zum 14. Mal ausgespielt. Sieger wurde zum 2. Mal die Wiener Admira, die sich im Endspiel gegen Titelverteidiger WAC erfolgreich durchsetzte.

## Finale
Im 13. österreichischen Cupfinale trafen die Wiener Admira, die in derselben Saison Meister wurde, und der WAC aufeinander. Aufgrund der jüngsten Leistungen im internationalen Osterturnier waren die Praterleute durchaus von einigen Journalisten favorisiert worden, zudem Schall bei der Admira lange fraglich war. Doch beim WAC versagte mit Rudi Hiden ausgerechnet der Rückhalt der Mannschaft, während sein Gegenüber Rudi Zöhrer sich mehrfach mit Glanzparaden auszeichnete. Bereits in der 8. Minuten schlug Schall per Kopf nach einer Sigl-Flanke zu. Im Gegenzug zeichnete sich Zöhrer bei zwei starken Schüssen von Cisar und Hiltl aus. Nachdem Sigl nach einem Jany-Fehler einschieben konnte und auch Vogl via Innenstange traf, konnte die Admira kurz vor der Pause noch deutlich auf 3:0 erhöhen. Nach Wiederanpfiff sorgte letztlich Sigl nach Vogl-Vorarbeit für die endgültige Entscheidung. Der WAC kam zwar noch einmal auf, konnte aber Zöhrer nur per Handelfmeter bezwingen. In den Schlussminuten ließen es die Jedleseer aber nicht beim 4:1 bewenden, sondern sorgten noch für zwei weitere Treffer. Kapitän Ignaz Sigl, der im Spiel mit zwei Toren und zwei Vorlagen glänzte, erhielt anschließend von Josef Gerö die Siegertrophäe.

## Ausscheidungsspiele

### Achtelfinale
|                  | Ergebnis            |                      |
| ---------------- | ------------------- | -------------------- |
| Floridsdorfer AC | 11:2 (0:1) 1        | SV Ostmark Wien      |
| SK Admira Wien   | 3:0 (0:0)           | SV Donau Wien        |
| FK Austria Wien  | 3:5 (0:2)           | Wiener Sport-Club    |
| SC Hakoah Wien   | 1:2 n. V. (1:1,1:0) | SC Cricket Frem      |
| SK Rapid Wien    | 8:1 (4:1)           | SK Rapid Wien II     |
| SC Metallum Wien | 0:5 (0:2)           | SK Slovan Wien       |
| SC Siemens Wien  | 1:7 (1:6)           | Brigittenauer AC     |
| Wiener AC        | 3:0 (0:0)           | First Vienna FC 1894 |

### Viertelfinale
|                   | Ergebnis             |                 |
| ----------------- | -------------------- | --------------- |
| Wiener Sport-Club | 5:1 (4:1)            | SC Cricket Frem |
| Brigittenauer AC  | 2:7 (2:2)            | SK Admira Wien  |
| SK Rapid Wien     | 14:1 (5:0)           | SV Ostmark Wien |
| Wiener AC         | 4:4 n. V. (3:3, 0:3) | SK Slovan Wien  |
| Wiener AC         | 12:0 (1:0) 1         | SK Slovan Wien  |

### Semifinale
|                   | Ergebnis  |                |
| ----------------- | --------- | -------------- |
| SK Rapid Wien     | 1:4 (1:2) | SK Admira Wien |
| Wiener Sport-Club | 1:5 (1:2) | Wiener AC      |

### Finale
| Paarung        | SK Admira Wien – Wiener AC |
| Ergebnis       | 6:1 (3:0) |
| Datum          | 26. Mai 1932 |
| Stadion        | Praterstadion, Wien |
| Zuschauer      | 21.000 |
| Schiedsrichter | Hans Frankenstein |
| Tore           | 1:0 Anton Schall (8.) 2:0 Ignaz Sigl (39.) 3:0 Adolf Vogl (41.) 4:0 Ignaz Sigl (47.) 4:1 Rudolf Kubesch (77., HE) 5:1 Anton Schall (82.) 6:1 Adolf Vogl (87.)                                         |
| SK Admira Wien | Rudolf Zöhrer – Robert Pavlicek, Anton Janda – Karl Szoldatics, Johann Urbanek, Josef Mirschitzka – Ignaz Sigl, Johann Klima, Wilhelm Hahnemann, Anton Schall, Adolf Vogl Cheftrainer: Johann Skolaut |
| Wiener AC      | Rudolf Hiden – Johann Becher, Karl Sesta – Georg Braun, Max Reiterer, Otto Jany – Franz Cisar, Heinrich Müller, Heinrich Hiltl, Rudolf Kubesch, Karl Huber Cheftrainer: Karl Geyer                    |